# Argyria

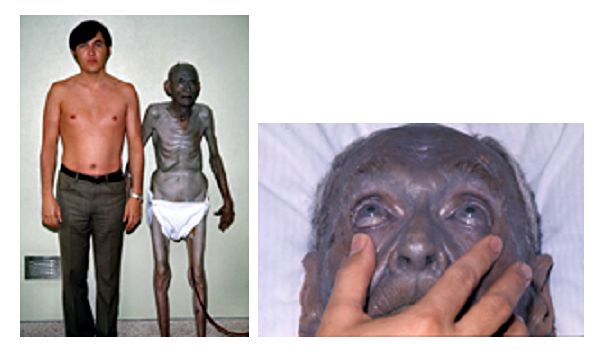
92-årig man (till höger) med argyria. Han hade under många år använt näsdroppar som innehöll silvernitrat.

Argyria, även argyri, är en sjukdom som kan uppstå i samband med lång tids förtäring av eller exponering för silver eller kolloidalt silver. Argyria ger en permanent blågrå eller skiffergrå missfärgning av hud, ögon, inre organ och även nervceller. Sjukdomen är sällsynt men 365 fall rapporterades åren 1802–1950. I sällsynta fall har det konstaterats ett samband mellan argyria och neurotoxiska effekter.
Det främsta symtomet på argyria är just den blå-grå missfärgningen av hyn. Denna missfärgning kan börja på ett mindre område på huden eller med en mer subtil skiftning av färgtonen, men kan till slut komma att täcka hela kroppen. Hos vissa individer är det första symtomet att tandköttet missfärgas och får en grå eller brun färg. Även andra delar av kroppen kan drabbas av hyperpigmentering. Nivån av missfärgning är kopplad till den mängd silver som har tagits upp av kroppen.
När silvret når magen uppstår en kemisk reaktion. Silvret bryts ner och förs ut i blodomloppet. Majoriteten av det silver vi människor får i oss förs inom en vecka ut via avföring och urin. Om kroppen utsätts för så pass mycket silver att den inte hinner med att föra ut allt, kan silvret anrikas i huden och andra vävnader där det med tiden byggs upp allt högre nivåer av ämnet. När huden sedan exponeras för ljus blir den blå-grå.